# Just a Fool
"Just a Fool" (tạm dịch: "Chỉ là một kẻ ngốc") là bài hát của Christina Aguilera hợp tác với Blake Shelton trích từ album phòng thu thứ bảy của Aguilera mang tên Lotus. Bài hát được phát hành dưới dạng đĩa đơn thứ hai từ album này. "Just a Fool" được Christina Aguilera hợp tác với đồng nghiệp của mình trong chương trình truyền hình thực tế The Voice của Mỹ là Blake Shelton. Về mặt ca từ, bài hát nói về nỗi đau sau khi chia tay. Đây là bài hát dòng nhạc đồng quê đầu tiên của Aguilera.
"Just a Fool" được hãng đĩa RCA Records gửi tới đài mainstream vào ngày 4 tháng 12 năm 2012. Sau khi Lotus được phát hành, bài hát lọt vào tốp 15 bảng xếp hạng iTunes tại Mỹ nên hãng RCA quyết định phát hành "Just a Fool" làm đĩa đơn. Bài hát đạt được nhiều đánh giá tích cực từ các nhà phê bình. Họ khen ngợi sự hợp tác giữa Aguilera và Shelton. Cả hai đã biểu diễn bài hát trực tiếp trên chương trình The Voice ngày 19 tháng 12 năm 2012.

## Thực hiện
Christina Aguilera và Blake Shelton đều là giám khảo trên chương trình truyền hình thực tế The Voice của Mỹ của đài NBC và trở thành hai người bạn thân trong suốt quá trình làm giám khảo. Trong một cuộc phỏng vấn, Aguilera đã nói, "Anh ấy như anh trai của tôi vậy, và tôi là người gần gũi với anh ấy nhất trong cả thảy các giám khảo khác. Blake thật sự là một ngôi sao, anh ấy thật tuyệt. Anh ta hòa đồng, vui vẻ và trên cả tuyệt vời. Anh ấy thật nhân hậu." Ý tưởng cho việc song ca bài hát bắt đầu khi Christina bắt đầu hát xướng âm bài hát "Hillbilly Bone" của Blake. Blake nói trên twitter rằng anh ta đã không nói nên lời, và Christina đáp lại, "Giờ thì chúng ta cần song ca một bản đồng quê ngay, Blake ạ! Tôi đã sẵn sàng!" Vào ngày 16 tháng 10 năm 2012, "Just a Fool" được thông báo là sẽ có mặt trong album Lotus sắp tới của Christina Aguilera. Đây là bài hát mang âm hưởng đồng quê đầu tiên của Christina Aguilera. Ngày 4 tháng 12, bài hát được gửi tới đài mainstream của Mỹ bởi hãng đĩa RCA Records.
"Just a Fool" được sáng tác bởi Steve Robson, Claude Kelly, Wayne Hector và được sản xuất bởi Steve. Bài hát là một bản đồng quê xen kẽ ballad. Về mặt ca từ, bài hát nói về nỗi đau sau khi chia tay của một cặp đôi. Bài hát bắt đầu với phần xướng ghi-ta mang đậm chất đồng quê, sau đó là nhịp trống và Aguilera cất giọng hát phần lời thứ nhất. Phần lời thứ hai do Blake hát với chất giọng đồng quê dân giã của anh ấy.

## Xếp hạng
| Bảng xếp hạng (2012)           | Vị trí cao nhất |
| ------------------------------ | --------------- |
| Canada (Canadian Hot 100)      | 37              |
| Slovakia (IFPI)                | 45              |
| Mỹ (Billboard Hot 100)         | 71              |
| Mỹ (Billboard Adult Pop Songs) | 40              |